# Francja na Letnich Igrzyskach Olimpijskich 1960
Francję na Letnich Igrzyskach Olimpijskich 1960 reprezentowało 238 zawodników (210 mężczyzn i 28 kobiet). Był to trzynasty start reprezentacji Francji na letnich igrzyskach olimpijskich.

## Zdobyte medale
| Medal         | Zawodnik                                                                | Konkurencja                        | Rezultat                                                  |
| Jeździectwo   | Jeździectwo                                                             | Jeździectwo                        | Jeździectwo                                               |
| ------------- | ----------------------------------------------------------------------- | ---------------------------------- | --------------------------------------------------------- |
| Brąz          | Jack Le Goff, Guy Lefrant, Jéhan Le Roy, Pierre Durand                  | WKKW - drużynowo                   | 515,71 pkt                                                |
| Lekkoatletyka |                                                                         |                                    |                                                           |
| Brąz          | Abdoulaye Seye                                                          | bieg na 200 m                      | 20,83                                                     |
| Srebro        | Michel Jazy                                                             | bieg na 1500 m                     | 3:38,4                                                    |
| Wioślarstwo   |                                                                         |                                    |                                                           |
| Srebro        | Robert Dumontois, Jean Klein, Claude Martin, Jacques Morel, Guy Nosbaum | czwórka ze sternikiem              | 6:41,62                                                   |
| Zapasy        |                                                                         |                                    |                                                           |
| Brąz          | René Schiermeyer                                                        | waga półśrednia w stylu klasycznym | W finale pokonał reprezentanta Jugosławii Stevana Horvata |